# Главпочтамт (Санкт-Петербург)
Главпочтамт — памятник архитектуры. Расположен в Санкт-Петербурге, современный адрес дома — Почтамтская улица, 9, Почтамтский переулок, 3, улица Якубовича, 12.

## Предыстория
Территорию, на которой построено здание, изначально занимала Морская слобода, дома которой сгорели в 1736—1737 годы. После пожаров на территории строились более состоятельные люди. В 1755 году на одном из соседних участков построил свой дом граф Ягужинский (позже разорившийся, его дом использовался магистратом для представлений и аукционов), в 1781 году купил дома поблизости и стал строить свой дворец граф Безбородко, главный директор почты Российской Империи. Почта в это время располагалась в неудобных для неё помещениях на Миллионной улице, а магистрат выставил дом Ягужинского на торги (предположительно с целью скрыть доходы); вероятно, Безбородко воспользовался этим и получил дом Ягужинского (Почтамтская улица, 14) с целью размещения Главпочтамта.
Напротив полученного здания было решено построить вспомогательное здание, Почтовый стан. На ограниченной тремя улицами территории, купленной за 2100 рублей ассигнациями, на тот момент было два пустых участка (принадлежащих нотариусу Урсиниусу) и один каменный дом (маклера Медера).

## История
Здание Почтового стана было построено в 1782—1789 годах по проекту Н. А. Львова (строили Яков Шнейдер и каменных дел мастер Порто). Сначала были построены корпуса на свободных участках, потом был сломан дом Медера. Изначально у здания был большой хозяйственный двор (и ещё пять дворов, сообщающихся воротами с улицей), в который выходили располагавшиеся по трём сторонам конюшни, объединённые галереей, стояли сараи, мастерские, ледники, колодец, полукругом была расположена ещё одна открытая галерея с уборными. На втором и третьем этажах были устроены казармы для служащих низшего чина и квартиры чиновников (в том числе после строительства в одну из квартир переехал Н. А. Львов с семьёй и жил там 12 лет). Окон на первом этаже не было, вместо них были ниши для статуй, которые так и не были установлены.
Внутренний двор ограничивали трёхэтажные здания. В центре каждого из трёх фасадов выделяются ризалиты с портиками из четырёх дорических колонн с фронтонами. Боковые крылья украшены ризалитами на углах и пилястрами, которые объединяют два этажа. Постройка объединена в единое целое карнизом и строгим рустованным (методом набрызга) нижним этажом. Базы и капители колонн были высечены из пудостского камня, устойчивость и прочность обеспечивало пропущенное через тело колонны на всю высоту брусчатое железо.
В 1801—1803 годах здание из вспомогательного стало основным зданием Главпочтамта. В связи с переводом была произведена перестройка по проекту Е. Т. Соколова (полукруглые галереи снесли, на месте боковых галерей были сделаны новые стены высотой в три этажа, конюшни первого этажа сокращены и перенесены во дворовой флигель), пробиты окна в первом этаже. Работы по Почтовому стану обошлись в 64 210 рублей, связанные с ними работы по дому Ягужинского — в 11 437 рублей. Ещё одна переделка, не осуществлённая из-за Отечественной войны, была запланирована на 1812 год. В 1859 году А. К. Кавос построил переходную галерею через Почтамтскую улицу, связывающую старое и новое здания Почтамта, снёс все мелкие дворовые флигеля, заменив их на один поперечный. В 1890-е годы для здания была построена собственная электростанция, расположенная в одноэтажной каменной пристройке. В 1903 году внутренний двор был перекрыт стеклянным потолком, из него сделали центральный операционный зал по проекту Л. И. Новикова. Инициатива исходила от П. Н. Дурново. Помимо реорганизации зала, в проект была заложена расчистка дворов от пристроек, частичная разборка внутренних стен, перекладка проёмов; в зал установили несколько колонн с большими промежутками между ними, перекрытие сделал Петербургский металлический завод.
Два уровня атриума Почтамта соответствуют двум этажам соседствующих с ним корпусов. Зал разделён на три нефа шестнадцатью колоннами и пилонами (два из которых, на углах выступа вестибюля, трёхчетвертные), по сторонам проходят два яруса галерей с круговым балконом и тонкими колоннами, сделанными из металла; эти колонны похожи на трубы, но их капители стилизованы под ионический ордер. Пилоны выглядят более традиционно, но их акант «прорастает» сквозь капители. Стеклянная крыша выполнена в виде ступенчатой усечённой пирамиды, в боковых нефах потолок горизонтальный. Переплёт — простая геометрическая сетка. В галерее первого этажа сделаны окошки для публики, её завершают, создавая мотив аркады, кованые звенья, в которых сочетаются геометрические и растительные мотивы.
Ещё одна реставрация здания прошла в 2011 году.
Некоторое время рядом со зданием продавали крепостных.
На фронтоне со стороны Почтамтской улицы был написанный на листовом железе герб с надписью «Почтовый Стан» на фризе. При переделке в начале XIX века его заменили каменным александровским орлом с золочёным скипетром и короной (автор — мастер Вирт), на месте прежней надписи была размещена чёрная мраморная доска с накрепными золочеными словами «Главное Почтовое Правление».
Изначально на здании было 60 барельефов, но после трёх перестроек сохранилось только две львиные маски «с полотенцами» на фасаде портиков. В операционном зале Почтамта в конце XX века была установлена «нулевая верста».
В ночь на 7 ноября 1941 года рядовой Белавин Александр Фёдорович погиб, обезвредив упавшую в здание авиабомбу, о чём гласит установленная в здании мемориальная доска.
В 2019 году на Петербургском международном экономическом форуме было объявлено о реконструкции этого и соседних зданий с созданием арт-района «Почтовый квартал», в который планировалось включить площадку для променад-концертов, Музей современного искусства, Политехнический музей, флагманское отделение почты и гастрономическое пространство. В 2020 году проект «Почтового квартала» был назван одним из важнейших для Санкт-Петербурга и флагманским для Почты России. Через четыре года — в 2023 году — первоначальный проект реконструкции «Почтового квартала» забраковали, а с его разработчиком Почта России безуспешно судилась, в результате чего была вынуждена выплатить ему 5 млн.руб. В том же году СМИ высказывали предположение, что Почта России планирует избавиться от слишком затратной для реконструкции и поддержания собственности (проект реконструкции «Почтового квартала» оценивали в 6-8 млрд руб).

## Галерея

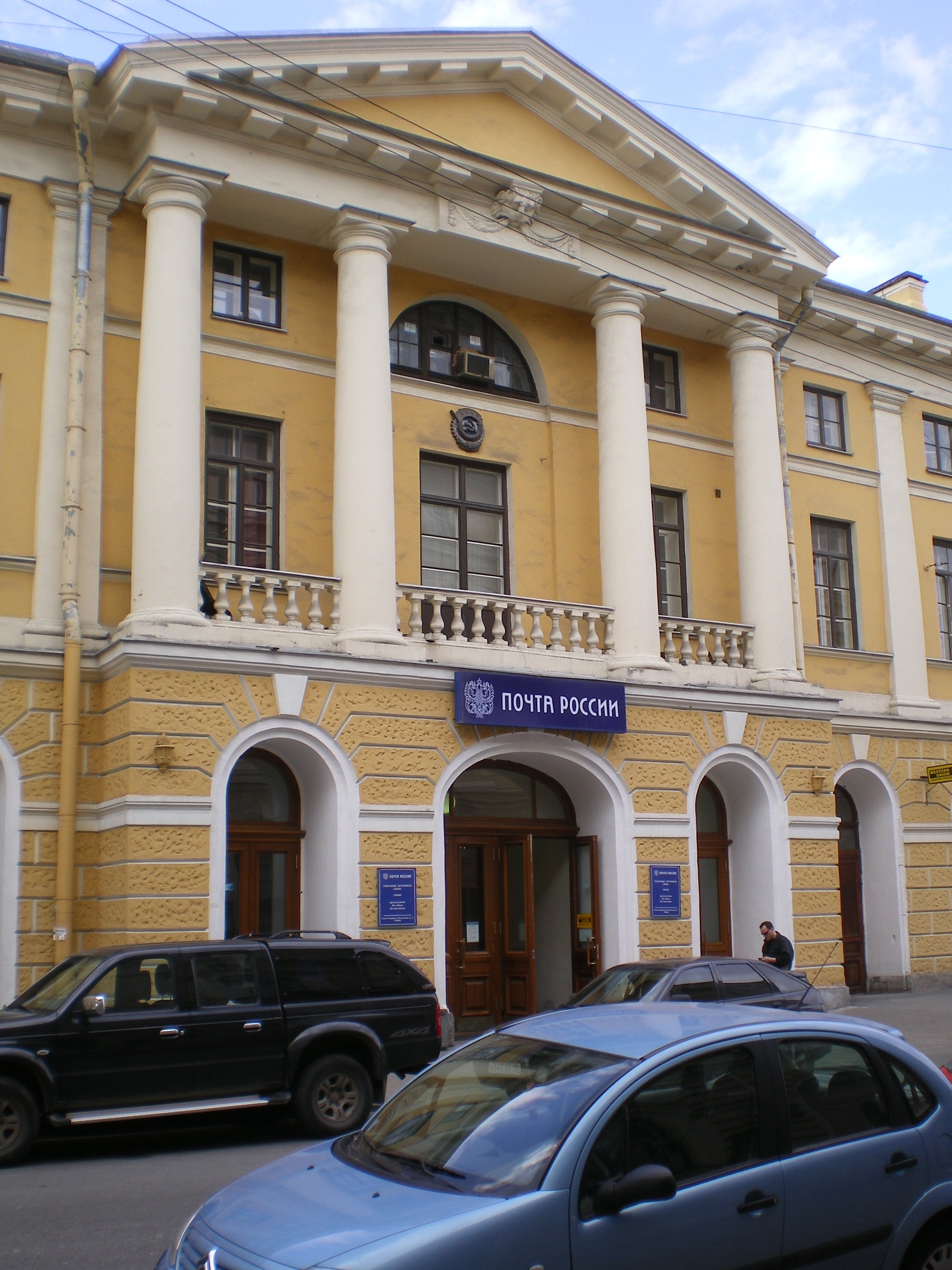
Портик, сверху видна львиная маска «с полотенцами»
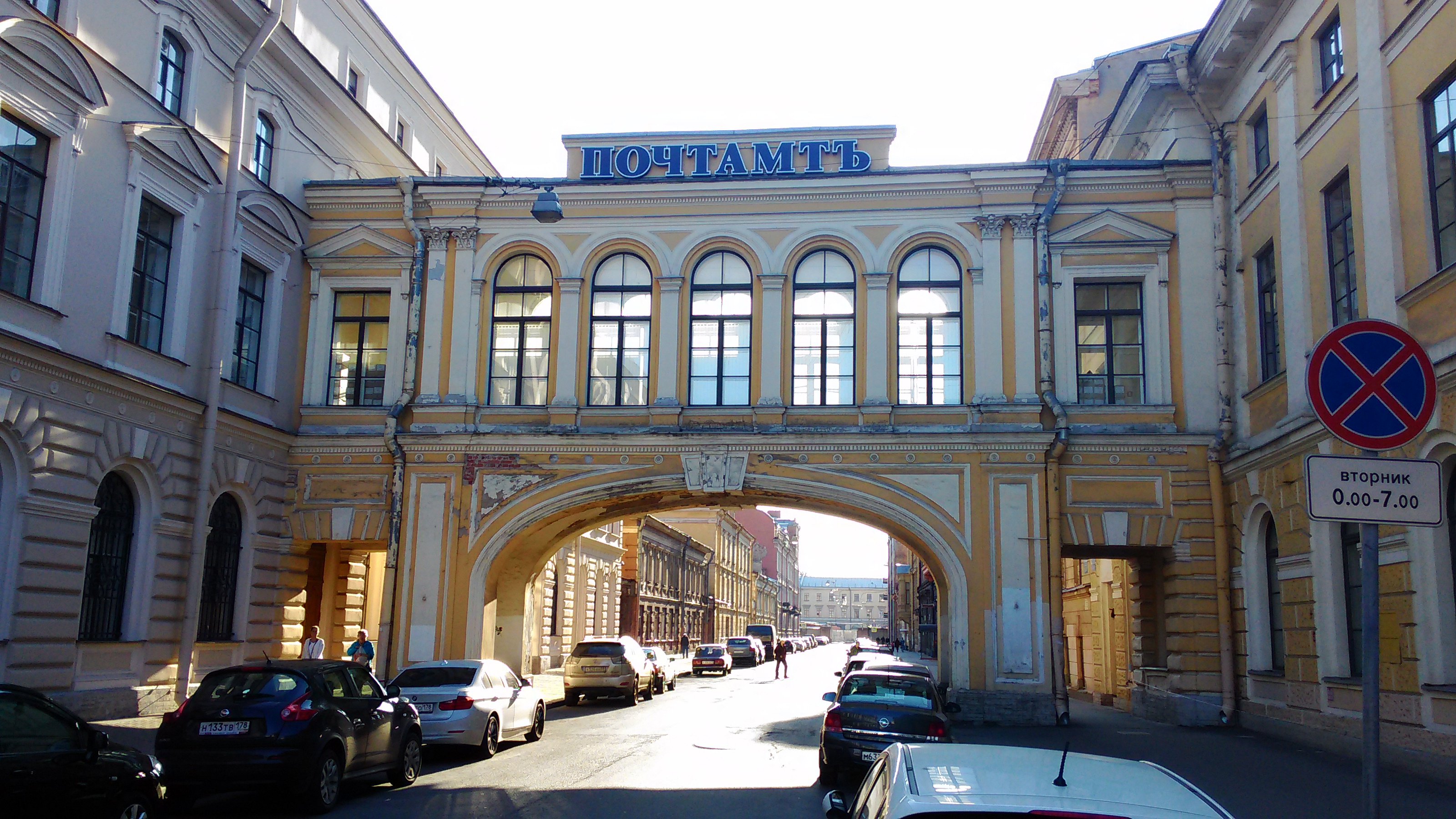
Переходная арка из дома Ягужинского в здание Почтамта
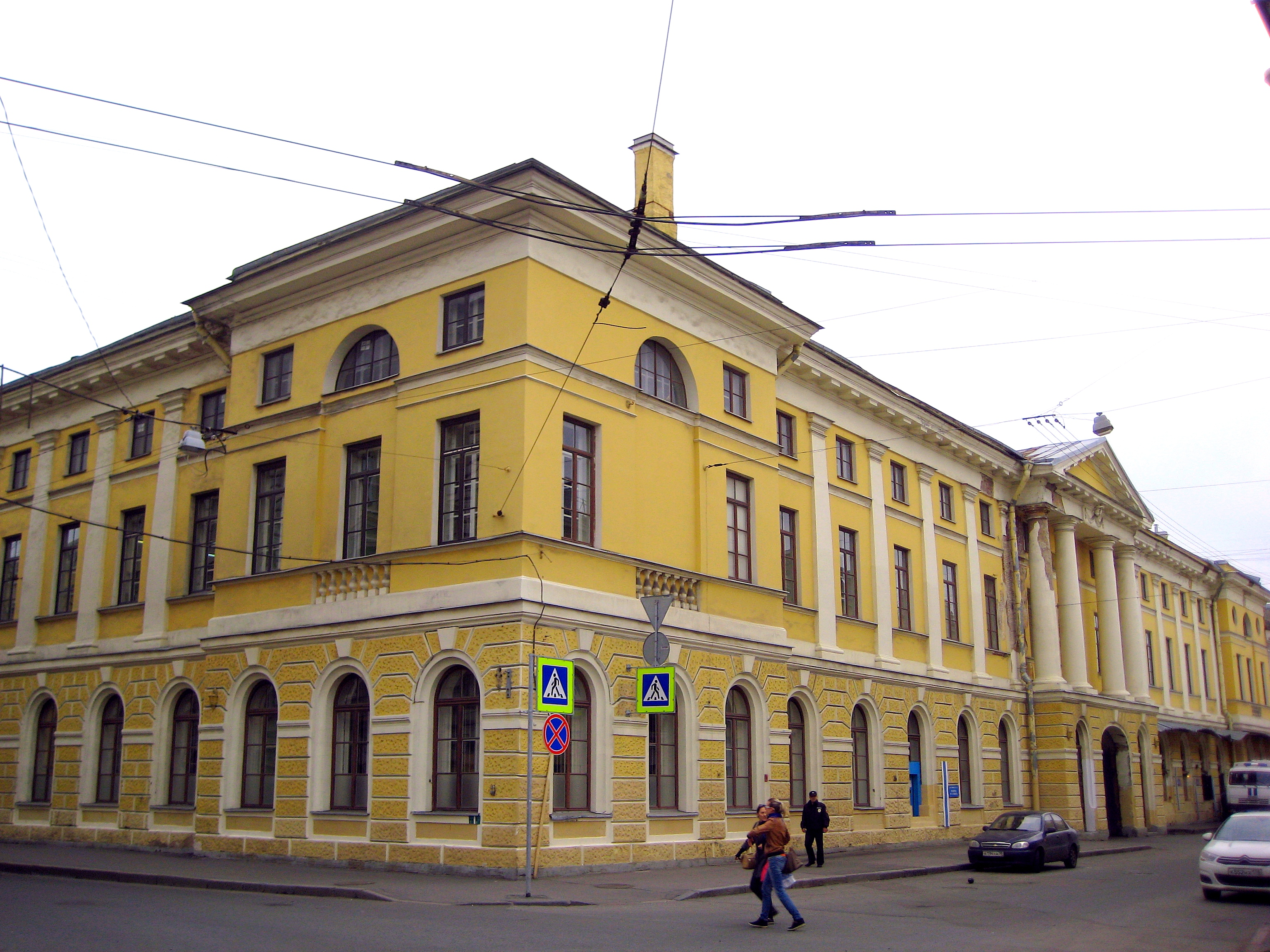
Угловой ризалит
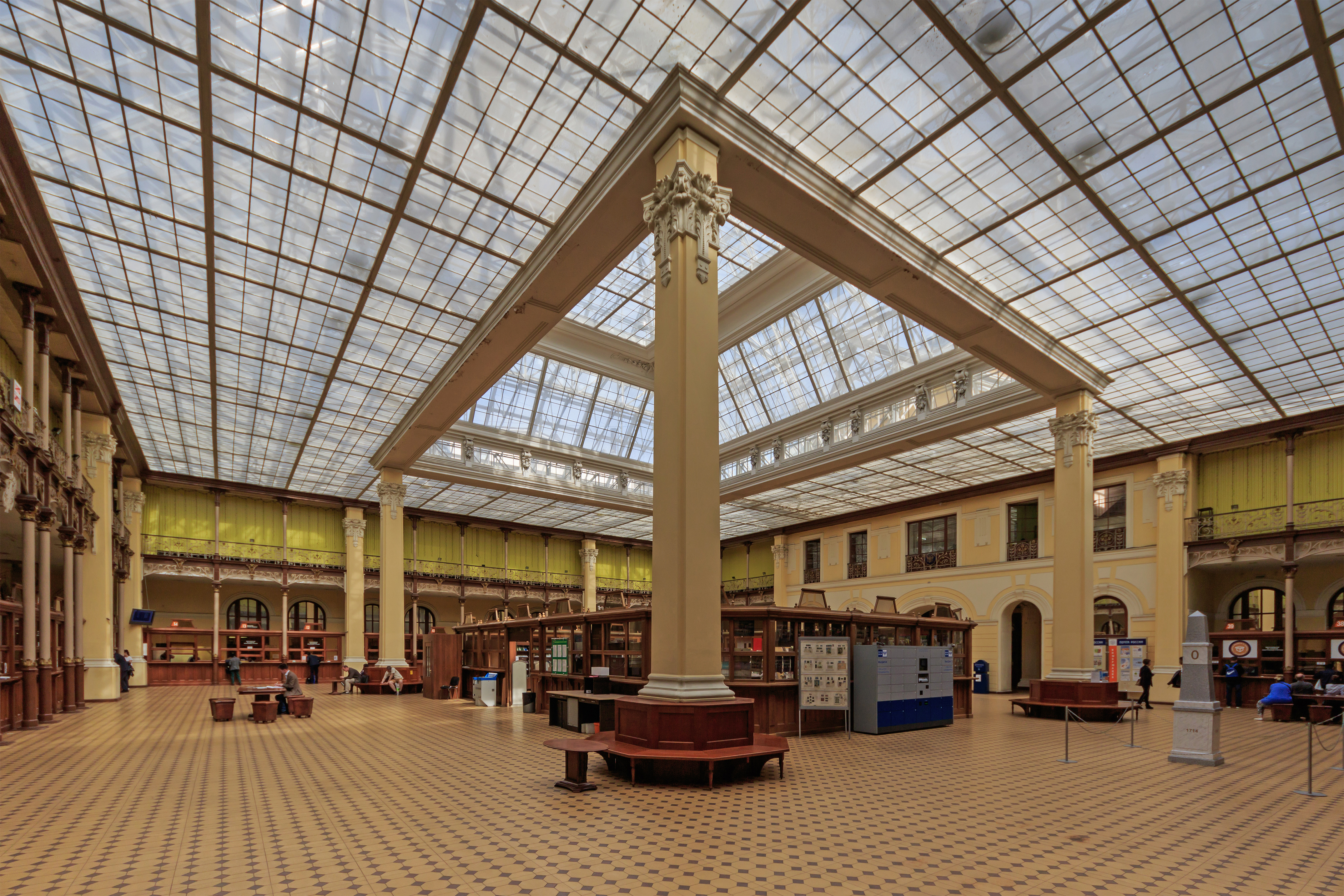
Операционный зал, 2017 год
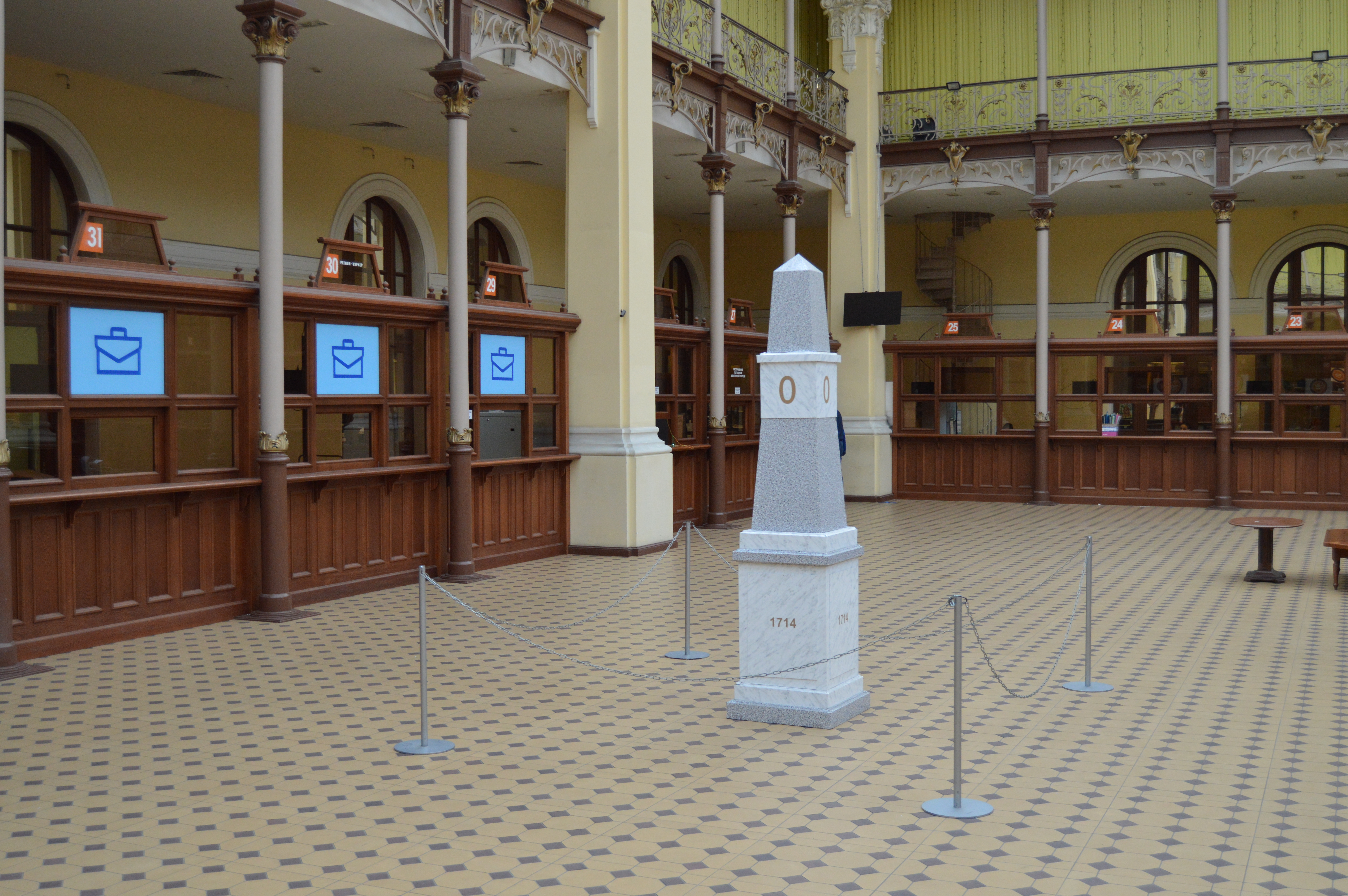
«Нулевая верста», муляж под мрамор